# Siegritz (Reurieth)
Siegritz ist ein Ortsteil von Reurieth im Landkreis Hildburghausen in Thüringen.

## Lage
Sowohl Reurieth als auch Siegritz liegen an der Kreisstraße 511, die in Siegritz an die Bundesstraße 89 führt. Beide Orte liegen am Oberlauf der Werra im südlichen Vorland zum Thüringer Wald und haben noch Einfluss vom fränkischen Klima. Der gemeinsam genutzte Talkessel ist ein naturnaher Raum.

## Geschichte
1177 wurde der Ort im Hennebergischen Urkundenbuch I 21 erstmals urkundlich genannt. Herrschaftsmäßig gehörte der Ort im Amt Themar zunächst zur Grafschaft Henneberg, nach 1583 zu verschiedenen sächsischen Herzogtümern und von 1826 bis 1918 zu Sachsen-Meiningen. 1920 kam er zum Land Thüringen.
Im Ortsteil leben 200 Personen.